# Campionati europei di canoa slalom 2011
I Campionati europei di canoa slalom 2011 sono stati la 12ª edizione della competizione continentale. Si sono svolti a La Seu d'Urgell, in Spagna, dall'8 al 12 giugno 2011.

## Medagliere
| Pos.   | Paese         | Oro | Argento | Bronzo | Totale |
| ------ | ------------- | --- | ------- | ------ | ------ |
| 1      | Francia       | 3   | 1       | 2      | 6      |
| 2      | Rep. Ceca     | 2   | 0       | 2      | 4      |
| 3      | Germania      | 1   | 3       | 1      | 5      |
| 4      | Slovacchia    | 1   | 2       | 3      | 6      |
| 5      | Italia        | 1   | 0       | 0      | 1      |
| 5      | Slovenia      | 1   | 0       | 0      | 1      |
| 7      | Austria       | 0   | 1       | 0      | 1      |
| 7      | Polonia       | 0   | 1       | 0      | 1      |
| 7      | Spagna        | 0   | 1       | 0      | 1      |
| 10     | Gran Bretagna | 0   | 0       | 1      | 1      |
| Totale | Totale        | 9   | 9       | 9      | 27     |

## Podi

### Uomini
| Evento              | Oro                                                                                              | Punti  | Argento                                                                                      | Punti  | Bronzo | Punti  |
| Canoa C-1           | Tony Estanguet                                                                                   | 99,48  | Alexander Slafkovský                                                                         | 100,00 | Denis Gargaud Chanut                                                                                         | 100,14 |
| Canoa C-1 a squadre | Francia Tony Estanguet Denis Gargaud Chanut Nicolas Peschier                                     | 110,28 | Germania Nico Bettge Jan Benzien Sideris Tasiadis                                            | 112,30 | Rep. Ceca Stanislav Ježek Vítězslav Gebas Tomáš Indruch                                                      | 113,79 |
| Canoa C-2           | Slovacchia Pavol Hochschorner Peter Hochschorner                                                 | 107,05 | Francia Pierre Labarelle Nicolas Peschier                                                    | 107,65 | Slovacchia Ladislav Škantár Peter Škantár                                                                    | 108,61 |
| Canoa C-2 a squadre | Rep. Ceca Tomáš Koplík / Jakub Vrzáň Lukáš Přinda / Jan Havlíček Václav Hradilek / Štěpán Sehnal | 123,20 | Germania Marcus Becker / Stefan Henze David Schröder / Frank Henze Kai Müller / Kevin Müller | 124,05 | Slovacchia Pavol Hochschorner / Peter Hochschorner Tomáš Kučera / Ján Bátik Ladislav Škantár / Peter Škantár | 124,24 |
| Kayak K-1           | Daniele Molmenti                                                                                 | 93,93  | Samuel Hernanz                                                                               | 94,83  | Jiří Prskavec                                                                                                | 95,41  |
| Kayak K-1 a squadre | Slovenia Peter Kauzer Jure Meglič Simon Brus                                                     | 106,15 | Polonia Mateusz Polaczyk Grzegorz Polaczyk Dariusz Popiela                                   | 106,53 | Francia Fabien Lefèvre Boris Neveu Vivien Colober                                                            | 106,79 |

### Donne
| Evento              | Oro                                                             | Punti  | Argento                                                             | Punti  | Bronzo                                           | Punti  |
| Canoa C-1           | Caroline Loir                                                   | 127,65 | Mira Louen                                                          | 127,98 | Lena Stöcklin                                    | 132,67 |
| Kayak K-1           | Claudia Bär                                                     | 105,26 | Jana Dukátová                                                       | 105,43 | Lizzie Neave                                     | 106,76 |
| Kayak K-1 a squadre | Rep. Ceca Kateřina Kudějová Štěpánka Hilgertová Irena Pavelková | 122,05 | Austria Corinna Kuhnle Violetta Oblinger-Peters Viktoria Wolffhardt | 122,87 | Slovacchia Jana Dukátová Elena Kaliská Dana Mann | 125,43 |